# Malarguesaurus
Malarguesaurus é um gênero de dinossauro saurópodo da infraordem Sauropoda, do período Cretáceo Superior da Argentina. Há uma única espécie descrita para o gênero Malarguesaurus florenciae.